# Братська могила (Кіровське громадське кладовище Саксаганського району м. Кривий Ріг)
Братська могила, що знаходиться на Кіровському громадському кладовищі Саксаганського району м. Кривий Ріг. 

## Передісторія
Пам'ятка пов'язана з подіями Другої світової війни. Під час окупації Кривого Рогу було влаштовано облаву в селищі Кушнірбуд з приводу обвинувачування місцевих мешканців у вбивстві трьох солдат німецької армії. 30 грудня 1943 року під стінами північної частини кінного двору, де знаходився табір для військовополонених, було розстріляно 30 осіб: 25 чоловіків, 3 жінки і 2 хлопчики віком 13-14 років. Тіло 14-річного Бабича Дмитра було таємно викрадено його батьками і поховано на цвинтарі. Після звільнення рудника ім. Карла Лібкнехта, 3 березня 1944 року було розкопано захоронення і оглянуто 26 тіл, 25 з них були впізнані рідними. Загиблі були поховані родичами у братській могилі на Кіровському кладовищі. Акт про злодіяння – розстріл 30 заручників 30 грудня 1943 року на руднику К. Лібкнехта – було опубліковано 16 квітня 1944 року у засобах масової інформації.
В 1978 році за кошти родичів загиблих був встановлений пам'ятник й меморіальна плита з прізвищами та ініціалами 25 загиблих.
Рішенням Дніпропетровського облвиконкому від 19.11.1990 р. № 424 пам'ятка була взята на державний облік з охоронним номером 6326.

## Пам'ятка
Об'єкт являє собою братську могилу, на якій встановлено залізобетонний обеліск на постаменті. На землі перед обеліском лежить плита з іменами загиблих. На відстані 1,15 м від низу постаменту обеліска братської могили розташовується обеліск над могилою Фуголя К.І. і біля підніжжя обеліска – плита. Навколо обелісків – прямокутна огорожа. Обеліск над братською могилою прямокутний, навершя – у формі двоскатного дашку з виступами. Розміри: 1,20х0,57х0,30 м. Пофарбований сірою фарбою. На лицевій стороні вкарбовано напис російською мовою у 5 рядків: «Здесь похоронены / расстрелянные / фашистами / советские граждане / 30 декабря 1943 года». Напис виконано червоною фарбою. Вгорі намальована червона зірка. Зворотна сторона плити рівна, без написів. Постамент під плитою двоярусний: розміри нижнього 1,0х0,75х0,15 м. Пофарбований в сірий колір. Загальна висота обеліска 2,15 м. На землі біля підніжжя обеліска лежить меморіальна плита виготовлена з бетону в формі трапеції, розмірами 0,65х0,48 м, довжиною 1,5 м товщиною 10 см. В плиті є вставка з мармуру, прямокутної форми, розмірами 0,80х0,50 м. На мармуровій плиті в дві колонки викарбувані прізвища та перші літери імен 24-х похованих, а 25-й написаний внизу посередині. Всі пронумеровані. Могила Фуголя Костянтина Івановича знаходиться на відстані в 1,15 м від братської могили. На обеліску вкарбовано напис «Фуголь Константин Иванович 1918-1959. Дорогому сыну от скорбящих родителей». Можливо, це родич похованих в братській могилі Фуголя И. (під № 16) та Фуголя Г. (№ 17).  
Могили огороджені металевим парканом-решіткою заввишки 1,3 м, розмірами 4,65х3,5 м, є хвіртка.